# بیمارستان رازی رشت

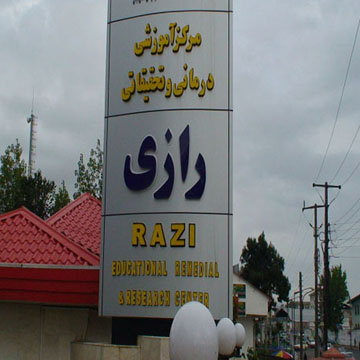
بیمارستان رازی رشت

بیمارستان رازی واقع در خیابان رازی شهر رشت بیمارستانی است آموزشی و درمانی وابسته به دانشگاه علوم پزشکی گیلان با ۲۰۴ تخت ثابت که در سال ۱۳۳۲ خورشیدی تأسیس گردید.
هم اکنون این بیمارستان دارای بخش‌های ارولوژی-فوق تخصصی ـ داخلی ریه-فوق تخصصی ـ داخلی کبد و گوارش-فوق تخصصی ـ داخلی کلیه (نفرولوژی)-عفونی -پیوند کلیه -پوست-ICU جنرال-فوق تخصصی ـ جراحی عروق-فوق تخصصی ـ داخلی روماتولوژی-فوق تخصصی ـ داخلی هماتولوژی-فوق تخصصی ـ داخلی غدد (اندو کراینولوژی)-جراحی عمومی-فوق تخصصی ـ جراحی توراکس - دیالیز-اتاق عمل جراحی توراکس-اتاق عمل جراحی عمومی-اتاق عمل جراحی عروق-تالاسمی- اورژانس-هموفیلی-اتاق عمل ارولوژی- اتاق عمل سرپایی ارولوژی-اتاق عمل سرپایی جراحی عمومی -اتاق عمل سرپایی عروق -اتاق عمل سرپایی توراکس و واحدهای متنوع پاراکیلنی و درمانگاهی می‌باشد.
این بیمارستان در دوره کووید ۱۹ جزو بیمارستان های دارای پذیرش بیمار کرونایی در رشت بود.

## تاریخچه
جنگ جهانی دوم و اشغال گیلان به وسیله دولت شوروی و کمبود آذوقه و بی سرو سامانی‌های سیاسی و اقتصادی همزمان با بررسی دکتر شارل (کارشناس فرانسوی) از گیلان در سال ۱۳۳۲ و انجام مینو گرافی در سراسر شهر و اعلام آلودگی شدید منطقه کار را بدان جا کشاند که مقدمات تشکیل انجمنی به نام انجمن حمایت از مسلولین را فراهم آورد.
اطباء و انجمن حمایت نظر استاندار وقت عباس حشمتی را به تأسیس آسایشگاه و مرکز مبارزه با سل جلب کردند.
ابتدا این انجمن به جمعیت مبارزه با سل و حمایت از مسلولین تغییر نام داد و با ۲ هدف به فعالیت پرداخت: هدف اول به سامان رساندن ساختمان آسایشگاه و مرکز مبارزه با سل و هدف دوم جمع‌آوری اعانه‌های مردمی برای ساخت و ساز این تأسیسات.
در راستای انجام این ۲ هدف در مرحله اول جمعیت موفق شد از آقای محمود محمودی نماینده مردم گیلان در مجلس شورای ملی قطعه زمینی در حدود ۴۰ هزار متر مربع واقع در کنار رودخانه گوهر رود به رایگان تهیه کند و در آن قطعه زمینی برای مسلولین منطقهٔ گیلان آسایشگاه و تأسیسات فنی به وجود آورد.
در سال ۱۳۳۲ افراد متشکله عبارت بودند از عباس حشمتی استاندار، محمود محمودی، دکتر یحیی دیلمی (کفیل بهداری)، جهانگیر سرتیپ پور (شهردار)، لاکانی (دادستان)، معتمد همایون مژده‌ای (رئیس جمعیت)، دکتر محمد حسن نویدی و دکتر محمد مهدی کاشانی (اطبای معرفی شده از کانون پزشکان)، مهندس ادیب سمیعی. با تهیه زمین از آقایان مهندس ادیب سمیعی، مهندس پیروز و مهندس شایگان تقاضا شد پیمانکاری این آسایشگاه را به عهده گیرند. با تهیه مقدمات لازم در اسفند ۱۳۳۲ مراسم کلنگ زنی صورت گرفت و کار ساختمانی آسایشگاه آغاز شد تا وصول اعتبارات از وزارت بهداری جمعیت ۲ میلیون ریال به صورت قرض الحسنه در اختیار پیمانکار قرار داد و اسکلت آسایشگاه تا پوشش سقف به انجام رسید. ظرفیت آسایشگاه ۲۰۰ تخت خواب و قابل افزایش تا ۳۰۰ تخت بود. در ۸ مهر ۱۳۳۸ مبلغ ۱۰ میلیون ریال بودجه برای ادامه کار آسایشگاه در اختیار بهداری استان قرار گرفت ساختمان تجهیز و تکمیل آسایشگاه تا ۱۳۴۶ طول کشید. از این سال با ظرفیت ۱۰۰ تخت خواب و در سال ۱۳۴۸ با ظرفیت ۱۵۰ تخت شروع به کار کرد .(۱۳۰ تخت برای بزرگسالان و ۲۰ تخت برای کودکان) و به صورت یکی از آسایشگاه‌های جدید بین‌المللی درآمد. در ۱۳۴۹ جمعیت به احداث مرکز آموزشی حرفه‌ای بیماران بهبود یافته همت گماشت که پس از وصول توصیه‌های سازمان بهداشت جهانی مبنی بر بازگشت سریع بیماران بهبود یافته به خانه وکار خود و کوتاه شدن مدت اقامت بیماران در بیمارستان‌های مسلولین، این بنا به مهد کودک کارکنان آسایشگاه اختصاص یافت.
در سال‌های ۱۳۵۴ تا ۵۵ مجدداً بر اثر توصیه‌های سازمان بهداشت در درمان سرپایی بیماران وزارت بهداری قسمتی از آسایشگاه را در حدود ۳۵ تخت برای بیماران مسلول اختصاص داد و مرکز مبارزه با سل را نیز به یکی از بناهای آسایشگاه منتقل کرد که تا کنون به همین منوال باقی است. بعدها در سال ۱۳۷۰ به پیشنهاد جمعیت و موافقت استاندار گیلان بخش فوریت‌های ریه با ۵ تخت و تمام وسایل لازم در همین محوطه شروع به کار کرد. از اولین پزشکان مرکز مبارزه با سل می‌توان از دکتر سرور ایزدی، دکتر بقایی، دکتر هدایت ا… یزدانی نام برد.
این بیمارستان ابتدا با نام آسایشگاه مسلولین شروع به کار کرد و بعد به خاطر پاره‌ای از جهات اجتماعی و خاصه خوشایند نبودن اسم سل برای ساکنان منطقه به بیمارستان ریوی رازی تغییر نام داد. از سال ۱۳۵۶ اسم رازی بر آن نهادند و بخشی از بیمارستان را به نا م مرکز مبارزه با بیماری‌های ریوی نام‌گذار ی کردند. از سال ۱۳۶۵ بیمارستان به دانشگاه علوم پزشکی واگذار و مرکز آموزشی درمانی گردید و بخش‌های متعدد داخلی، جراحی و از جمله بیماری‌های ریوی در آن تأسیس شد.

## انتقادات

### تخریب محیط زیست
تخلیه مستقیم فاضلاب بیمارستانی در رودخانه گوهررود رشت و عدم نگهداری و امحا بهداشتی زباله‌های این بیمارستان ضمن آلوده کردن منابع آبی، انتقال بیماری‌ها از طریق آب و ایجاد بوی نامطبوع سبب ایجاد اعتراضات مردمی و شکایت به دستگاه قضایی شده‌است. باوجود وعده‌های مکرر دانشگاه علوم پزشکی گیلان تاکنون این مشکلات حل نشده‌است.